# نوط حماية الأطفال
نوط حماية الأطفال هو نوط صدر بموجب القانون المرقم 21 بتاريخ 5 مايو، 1940. بموافقة مجلسي الأعيان والنواب. وهو على ثلاث درجات، ذهبي، وفضي، ونحاسي. ويمنح للذين يقومون بخدمة نافعة لمقاصد جمعية حماية الأطفال في العراق، ويشترط في منح النوط الذهبي أن تكون الخدمة معينة وممتازة. يُمنح بإرادة ملكية بناءً على اقتراح وزير الشؤون الاجتماعية وبناءً على ترشيح هيئة إدارة المركز العام لجمعية حماية الأطفال في العراق. يُحمل في الأعياد والاحتفالات الرسمية، والأوقات التي يحمل فيها الأوسمة العراقية. أيضاً في مناسبات خاصة يعينها الوزير المختص بتعليمات إدارية وأوامر خاصة.

## شكله
حددت المادة الأولى من نظام نوط حماية الأطفال رقم 44 لسنة 1941 شكله:

## تعديله
عُدل بموجب النظام المرقم 6 في 15 يناير، 1952، حيث ألغيت الفقرة الثانية من المادة الأولى، وأصبحت كالآتي:

## إلغاؤه
بموجب المادة 33 - ثالثاً—جـ - ورابعاً - د من قانون الأوسمة والأنواط رقم 95 لسنة 1982، تم ألغاء قانون نوط حماية الأطفال رقم 21 لسنة 1941، ونظام نوط حماية الأطفال رقم 44 لسنة 1941.